# Р-330Ж «Житель»
Р-330Ж «Жи́тель» — автоматизированная станция постановки помех, созданная АО НВП «Протек».
АСП Р-330Ж принята на вооружение ВС РФ в 2008 году. По утверждениям производителя, испытана в боевых условиях.

## Особенности

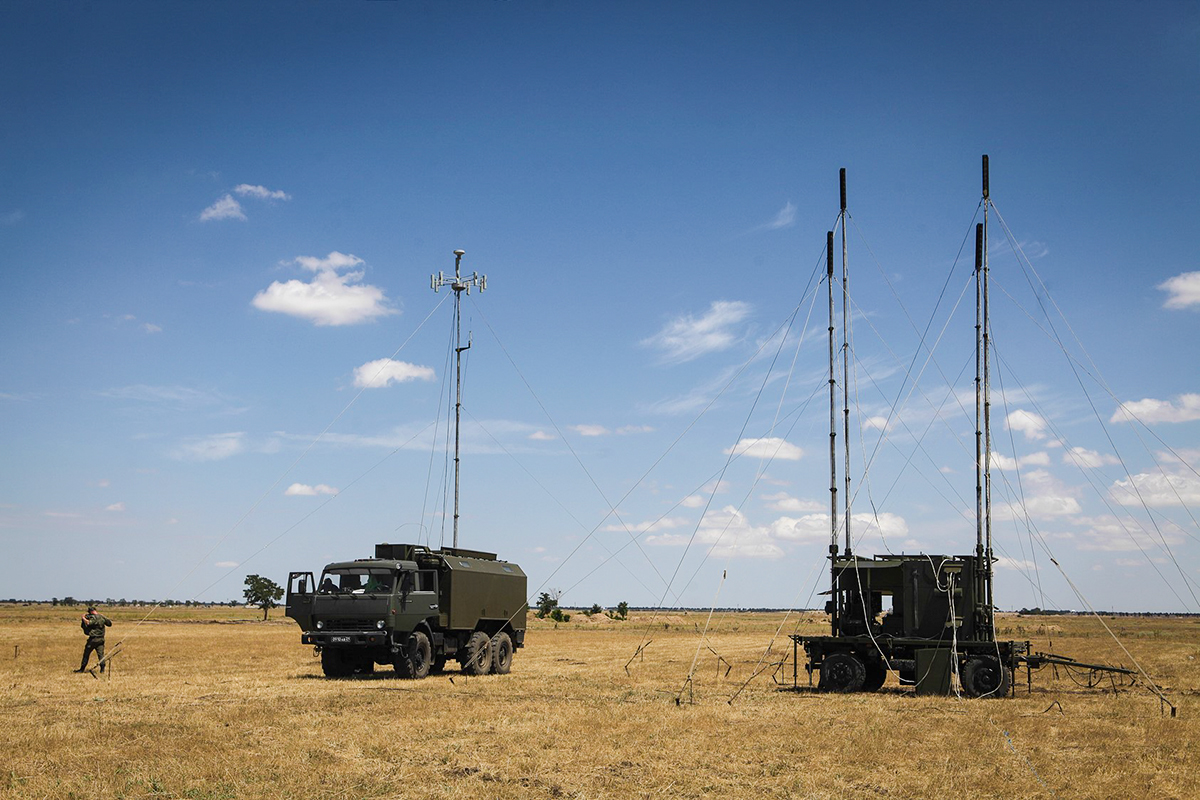
Р-330Ж «Житель»

Автоматизированная станция помех (АСП) Р-330Ж «Житель» обеспечивает:
1. Автоматизированное обнаружение, пеленгование и анализ сигналов источников радиоизлучений в рабочем диапазоне частот.
2. Постановка радиопомех носимым и мобильным наземным станциям (абонентским терминалам) систем спутниковой связи «ИНМАРСАТ» и «ИРИДИУМ», навигационной аппаратуре потребителей спутниковой радионавигационной системы «НАВСТАР» (GPS) и базовым станциям сотовой системы связи GSM-900/1800.
3. Автоматизированное ведение информационного обмена с аналогичной станцией для обеспечения синхронного пеленгования источников радиоизлучений с целью расчета их координат.
4. Автоматизированное ведение телекодового информационного обмена с руководящим пунктом управления с целью получения задания на ведение боевой работы и доклада результатов работы.
5. Автоматическое тестирование аппаратуры и выявление неисправных элементов (составных частей);
6. Ведение картографических данных с отображением информации о разведанных источниках радиоизлучений на фоне электронной топографической карты местности или в сетке прямоугольных координат.

Способы применения Р-330Ж:
- автономно;
- в сопряженной паре с аналогичным изделием в качестве ведущей или ведомой станции;
- автономно и в сопряженной паре под управлением пункта управления типа Р-330КМА.

## Тактико-технические характеристики
- Диапазон рабочих частот:
  - при ведении радиоразведки — 100…2000 МГц;
  - при ведении радиоподавления — 800…960;1227,6; 1575,42; 1500…1700 и 1700…1900 МГц.
- Погрешность измерения пеленгов на источники радиоизлучения - не более 2°;
- Скорость сканирования частотного диапазона:
  - в режиме обнаружения — не менее 800 МГц/с
  - в режиме пеленгования — не менее 400 МГц/с
- Суммарный энергопотенциал АПФАР (4 шт.) — не менее 8000 Вт;
- Ширина диаграммы направленности каждой из 4-х АПФАР:
  - по азимуту — 90...120°;
  - по углу места — до 20°.
- Виды помеховых сигналов:
  - прицельные по частоте;
  - прицельно-заградительные по частоте;
  - заградительные по частоте.
- Количество квазиодновременно излучаемых помеховых сигналов — не более 12 шт;
- Дальность радиоподавления аппаратуры наземных потребителей — 20…25 км;
- Дальность радиоподавления аппаратуры потребителей, установленной на летательных аппаратах — не менее 50 км;
- Скорость обмена телекодовой информацией:
  - между сопряженными АСП — не менее 256 кбит/с;
  - между АСП и пунктом управления — не менее 48 кбит/с.
- Электропитание:
  - в штатном режиме (от промышленной сети или собственной дизель-электростанции) — 220/380В с частотой 50 Гц;
  - в аварийном режиме от аккумуляторов — постоянный ток напряжением 24 В.
- Мощность, потребляемая при питании от промышленной сети:
  - без системы жизнеобеспечения — не более 2,5 кВт;
  - с системой жизнеобеспечения — не более 10 кВт.
- Штатная транспортная база — автомобиль Урал-43203;
- Время развертывания (свертывания) — не более 40 минут;
- Расчет (экипаж):
  - в мирное время — 3 человека;
  - в военное время — 4 человека.
- Суммарный энергопотенциал четырех активных передающих фазированных антенных решеток — не менее 6000 Вт;
- Средняя наработка к отказу - не менее 1600 часов.

## Боевое применение
По утверждению российского ТВ "Звезда", Р-330Ж способен перехватывать и подавлять каналы управления БПЛА, а ранние версии станции были использованы во Второй чеченской войне.

### Российско-украинская война
АСП Р-330Ж «Житель» были использованы российскими силами в войне на востоке Украины c 2015 года и во время полномасштабной вооруженной агрессии в 2022 году.
По сообщениям украинских СМИ, по меньшей мере одна установка была уничтожена в конце марта-начале апреля 2016 года, а уже в июне того же года СММ ОБСЕ заявила об обнаруженной с помощью БПЛА станции Р-330Ж «Житель» неподалеку от Андреевки, в 15 км к югу от Донецка. Через две недели БПЛА СММ ОБСЕ обнаружил еще одну станцию Р-330Ж «Житель» к северо-западу от города Дебальцево.
В ноябре 2017 еще один «Житель» был замечен в Луганской области в населенном пункте Земляное в 7 км от линии разграничения.
29 июня 2019 года украинскими военными вблизи Майорово (Донецкая область) был уничтожен российский комплекс Торн-МДМ. Кроме уничтожения дорогостоящего оборудования известно о ликвидации двух бойцов и 3 раненых. Уже в первых числах июля видео снятое с украинского БПЛА было распространено в Интернете. Вместе с комплексом «Торн-МДМ» вероятно была уничтожена станция постановки радиоэлектронных помех Р-330Ж «Житель».
В очередной раз комплекс Р-330Ж «Житель» был замечен в ночное время 28 ноября 2020 с беспилотника СММ ОБСЕ дальнего радиуса действия в 4 км к северо-западу от поселка Ковское Новоазовского района Донецкой области Украины, примерно в 5 км от границы с Российской Федерацией. Об этом сообщалось в текстовой части отчета СММ ОБСЕ № 286/2020 от 1 декабря 2020 года. Международное разведывательное сообщество InformNapalm получило визуальное подтверждение этой информации и установило координаты обнаружения российского комплекса Р-330Ж «Житель».
В декабре 2020 года этот комплекс был замечен снова, об этом сообщается в ежедневном отчете № 308/2020, опубликованном Специальной мониторинговой миссией ОБСЕ в Украине 29 декабря. В течение дня 27 декабря ориентировочно в 2 км к восточно-юго-востоку от н. п. Михайловка (74 км к юго-востоку от Донецка) и примерно в 2,5 км к северо-западу от границы с Российской Федерацией БПЛА СММ дальнего радиуса действия обнаружил комплекс радиоэлектронной борьбы (вероятно Р-330Ж «Житель»).
В марте 2022 года были распространены фото уничтоженной украинской артиллерией российской техники под Киевом. Среди всего прочего, там были видны и остатки одного комплекса Р-330Ж. В мае 2022 года был уничтожен еще один такой комплекс.
В сентябре 2022 года украинские военные в Харьковской области из автоматической 30-мм пушки бронетранспортера БТР-4Е уничтожили еще одну российскую станцию постановки радиоэлектронных помех Р-330Ж «Житель».
В феврале 2024 года украинские военные под Бахмутом уничтожили Р-330 «Житель». Он был обнаружен с помощью аэроразведки 80й ОДШБр с последующим уничтожением ракетчиками.
По данным Oryx, с начала вторжения на Украину, армия России потеряла уничтоженными 13 станций Р-330Ж "Житель

### Военная операция России в Сирии
17 сентября 2018 года ракетой сирийского комплекса С-200 был сбит российский самолет Ил-20. Ответственность за произошедшее российское министерство обороны возложило на Израиль, самолеты которого вскоре перед тем нанесли бомбовый удар по объектам в Латакии. В качестве ответа на сбитие российское министерство обороны пообещало поставить и передать сирийским военным комплексы С-300. Кроме того, российские военные уже якобы начали передавать комплексы РЭБ «Красуха-4» и Р-330Ж «Житель», а также новейший комплекс РЭБ «Дивноморье».